# Cephisus jacobii
Cephisus jacobii är en insektsart som beskrevs av Victor Lallemand 1912. Cephisus jacobii ingår i släktet Cephisus och familjen spottstritar. Inga underarter finns listade i Catalogue of Life.